# Borum Eshøj
Borum Eshøj (Borum Sogn, Framlev Herred) er en gravhøj i Østjylland i den omkring 100 m høje Eshøj, vest for Aarhus. Omkring Eshøj er der i de senere år genskabt et oldtidslandskab med tre genopførte gravhøje. I 2001 markeredes med egetømmer, hvor et stort to-skibet hus blev fundet delvist dækket af den ene gravhøj. Det er Østjyllands ældste fra overgangen mellem stenalder og bronzealder. Fra 1993 til 1995 opførtes ved parkeringspladsen en kopi af et hus fra bronzealderen. Huset er opført af unge mennesker fra en international arbejdslejr og en gruppe unge langtidsledige. Senere er huset vedligeholdt af lokale frivillige. I 2000 blev en toiletbygning i bronzealderstil og et informationssted opført af en anden arbejdslejr.
Allerede i 1850 fandt man en stenkiste med et bronzesværd. Højen er en af de største gravhøje fra ældre bronzealder (ca. 1500-1300 f.Kr.). Den havde i 1875 en diameter på 37,66 m og en højde på 7,21 m, men afgravninger til vejbyggeri og arkæologiske udgravninger har været hård ved højen, så den ved en opmåling i 1948 kun var 19 m i diameter og 6 m høj.
I 1870'erne blev der gjort nogle meget bemærkelsesværdige fund fra bronzealderen: tre egekister dateret til ca. 1350 f.Kr., som indeholdt ligene af en kvinde og to mænd med nogle af de bedst bevarede oldtidsdragter i Danmark. Der var også mange gravgaver i kisterne. I 1871 var Eshøj ved at blive gravet væk, til man stødte på de tre egetræskister. I forbindelse med udgravningen blev der fjernet store mængder af jord, og derfor er Eshøj i dag en skygge af en af Danmarks største gravhøje. Fundene er på Nationalmuseet i København. I 2006-2007 var de udlånt til udstilling på Moesgård Museum ved Aarhus, og i forbindelse med åbningen af det nye museum i 2014 er de atter udlånt til Moesgård Museum.

## Gravene
Ved udgravningen af Borum Eshøj i 1875 blev der tegnet en plan af højen. Planen viser en ældre mands grav i centrum. Til højre ses den unge mands grav, og yderst til højre den ældre kvindes. Grundplanen viser et par firkantede stensætninger som indhegning eller små bygninger, hvor man kunne ære de afdøde. Desuden er der forskellige stenlægninger. Højen er omgivet af et stengærde omhyggeligt bygget i trin. 
Der har været flere begravelser i den store høj, men de tre egekistegrave er nok højens oprindelige. Ved årringsdatering kan egetræet dateres til omkring 1351 f.Kr.. De døde kan bestemmes som en 50-60 år gammel kvinde, en jævnaldrende mand og en ung mand på 20-22 år. Måske er det en lille familie. Borum Eshøj-gravene er et af de største samlede fund af sin art fra Danmark.
Liget af den ældre mand var så velbevaret, at man måtte partere det ved transporten til København. Musklerne holdt endnu skelettet sammen. Han havde velplejede negle og var nybarberet. Manden lå på et koskind og var dækket af et uldtæppe. Han var iført rundpuldet hue, nyreformet kappe, kilt, to fodlapper og et bælte. Alle tekstilerne er af uld. Den eneste genstand i graven ud over dragterne var en træpind, der var fastgjort til kappens krave. Fund af træspåner viser, at kisten, som den gamle mand blev lagt i, blev udhugget af en egestamme på stedet. Kisten er årringsdateret til 1351 f.Kr. 
Den gravlagte ældre kvinde var lille og tætbygget. Muskelsporene på hendes knogler afslører, at hun havde hårdt fysisk arbejde. Hendes hår faldt af ved udgravningen, da hendes kiste blev gennemrodet af de lokale bønder. Hendes dragt er velbevaret og består af et aflangt stykke stof syet sammen af flere stykker, bluse, hårnet, hue og to bælter, alt uld. Hendes rigdom afspejles af mange de bronzesmykker, og omfatter en bælteplade, to tutuli,  en halsring, armringe, spiralfingerringe og en dragtnål. Graven indeholdt også et lerkar, en trææske, en bronzedolk og en hornkam.  Det aflange stykke stof er blevet tolket som hendes skørt, i kontrast til de korte snoreskørter, man ellers kender fra bronzealderens kvindegrave. Man har tænkt sig, at et langt skørt måske blev båret af gifte kvinder, og et kort snoreskørt af de ugifte; eller at skørternes længde udgjorde forskellen på sommer- og vinterantræk. En tidlig studie af gravfundet i Borum Eshøj stillede imidlertid spørgsmål ved, om lange skørter overhovedet var i brug. Måske var det aflange stykke stof et ligsvøb, mens Borum Eshøj-kvinden gik med den samme type kort snoreskørt som de andre. 
Den unge mands krop var velbevaret. Muskler og andre bløddele forbandt endnu knoglerne. Også hans hår er bevaret; det var klippet i pagefrisure. Han er iført kappe og kilt af vævet uld og et læderbælte. Det er muligt, at manden også havde et par lædersko. Hans gravgaver omfatter en bronzedolk i en skede af træ, en hornkam, en barkæske, en bennål og en dobbeltknap af træ. Egekistens årringe er dateret til 1345 f.Kr. 
De tre egekister var ikke de eneste begravelser i Borum Eshøj. Øverst i højen lå en grav fra yngre bronzealder, hvor de døde blev brændt. Ved udgravningen blev der i resterne af en lille trækasse, en urne af træ, fundet brændte ben sammen med et miniaturesværd, en ragekniv, en pincet og et spænde med lang spids. Alle genstandene var belagt med guldblik. Udstyret viser, at endnu en højtstående mand var begravet i højen.

## Sagnene om Borum Eshøj
Tidligere hed det, at den store høj, der for 150 år siden var næsten 10 m høj, rummede de jordiske rester af den navnkundige prins Buris, der flirtede med kong Valdemar den Stores søster Liden Kirsten, og som straf fik stukket øjnene ud. Et andet sagn fortæller, at den store høj var beboet af en grusom trold. En østjysk kæmpe ved navn Sven Fælding blev imidlertid overtalt af en anden trold, Jelshøj-trolden, til at dræbe Borum Eshøj-trolden. Forinden havde Jelshøj-trolden givet Sven Fælding et drikkehorn med en trylledrik, der gav ham ufattelige kræfter. Drikkehornet findes i dag på museet Kulturen i Lund; det er et senmiddelalderligt drikkehorn med beslag og en indskrift, der omtaler Sven Fælding.  Tidligere har det befundet sig på museum i Malmö og Helsingborg.
Jeg er Sven Fælding.
Drick ud min Hælding.
Jeg vil Det giöre.
Du skal de Spöre.
LaWrItz nIeLsen aMIDtzbøL" 
- Akvarel af Magnus Petersen. Borum Eshøj, kisten under udgravning i højens midte, 17 sept. 1875.
- En af mændene fra Borum Eshøj, udstillet på Nationalmuseet i København.
- Kvindedragt fra gravhøjen Borum Eshøj.
- Kopi af et bronzealderhus ved Borum Eshøj.